# Agorafilia
Sexualmente, por Agorafilia designa o desejo da prática de atividades sexuais em lugares abertos, ou ao ar livre.

## Distinções
A princípio, não é considerada uma parafilia em sua tradicional concepção, pois esta consiste em práticas para-sexuais, onde o coito propriamente dito não integra a manifestação de busca ao prazer. 
Difere-se, também, do exibicionismo, pois o prazer na agorafilia não está relacionado necessariamente com a observação alheia, e sim com o local onde o sexo vem a ser praticado. 

## Significado etimológico
Etimologicamente a palavra deriva do grego: 
ágora= nome que, na Grécia, designava as praças onde as feiras e assembléias eram realizadas;
philia= amor, afeto, predileção, e, neste caso, tendência mórbida.

## Conceituações Técnicas
- Na Psiquiatria seu conceito é mais amplo, pois diz respeito a toda atração mórbida por espaços abertos, em contraposição ao estado fóbico da agorafobia.

- Interessa ao Direito como possível forma de ato obsceno (conforme artigo 233 do Código Penal do Brasil), uma vez que a conduta é considerada indecente frente à moral pública, tratando-se, portanto, de um crime de baixo potencial ofensivo que pode levar o infrator a uma audiência perante o Juizado Especial Criminal.

## Veja ainda
- Comportamento sexual
- Sexualidade